# Nitimur in vetitum sеmper cupimusque negata
 Nitimur in vetitum sеmper cupimusque negata  лат. (изговор:  нитимур ин ветитум семпер купимускве негата). Стално се бавимо забрањеним и желимо оно што нам није допуштено. (Овидије)

## Поријекло изреке
Ову изреку је изрекао један од тројице највећих пјесника августовског доба у Риму, Овидије.

## Изрека у српском језику
Слично подразумијева изрека у српском језику: „Забрањено воће је најслађе“ .

## Тумачење
У човјековој природи је потреба за забрањеним и недопуштеним. Овај човјеков квалитет двојако дјелује. Са једне стране, ова негативност, производи правила понашања –норме, а са друге, један је од услова за рушење догми, вјечних ауторитета, култова.